# Eduard Bloemen
Eduard Jacob Johannes Maria Bloemen (Tilburg, 16 november 1893 – Zutphen, 26 februari 1962) was een Nederlands politicus.

## Loopbaan
Hij werd geboren als zoon van Johannes Ferdinandus Josephus Bloemen (1865-1922) en Louiza Maria Bernardina Kistemaker (1864-1933). Hij is afgestudeerd in de rechten en was vanaf 1925 als advocaat-procureur werkzaam in Tilburg. Begin 1934 volgde zijn benoeming tot burgemeester van Helvoirt. In december 1958 ging hij met pensioen maar om 25 jaar burgemeesterschap vol te maken bleef hij tot midden februari 1959 aan als waarnemend burgemeester van Helvoirt. Drie jaar later overleed hij op 68-jarige leeftijd in een ziekenhuis in Zutphen.